# Natação no Campeonato Mundial de Esportes Aquáticos de 2023 - 100 m borboleta masculino
A disputa na modalidade 100 metros borboleta masculino de Natação no Campeonato Mundial de Esportes Aquáticos de 2023 fora realizada nos dias 28 e 29 de julho de 2023 na Marine Messe Fukuoka em Fukuoka, no Japão. Ao todo, 76 nadadores de 67 Comitês Olímpicos Nacionais estavam previstos para participarem.

## Formato da competição
A competição consiste em três rodadas: eliminatórias, semifinais e final. Os nadadores com os 16 melhores tempos nas baterias preliminares avançam as semifinais. Já os nadadores com os 8 melhores tempos nas semifinais avançam a final. Desempates (swim-offs) são utilizados conforme necessário para quebrar os empates de avanço a próxima rodada.

## Calendário
Todos os horários estão na Hora legal japonesa (UTC+9).
| Data                | Horário | Fase          |
| ------------------- | ------- | ------------- |
| 28 de julho de 2023 | 10:32   | Eliminatórias |
| 28 de julho de 2023 | 20:09   | Semifinais    |
| 29 de julho de 2023 | 20:42   | Final         |

## Recordes
Antes desta competição, os recordes mundiais e do campeonato nesta prova eram os seguintes:
| Tipo                  | Atleta         | Tempo  | Local   | Data                |
| --------------------- | -------------- | ------ | ------- | ------------------- |
|                       | Caeleb Dressel | 49s 45 | Tóquio  | 31 de julho de 2021 |
| Recorde do campeonato | Caeleb Dressel | 49s 50 | Gwangju | 26 de julho de 2019 |

## Medalhistas
| Ouro                     | Prata                  | Bronze                     |
| Maxime Grousset · França | Joshua Liendo · Canadá | Dare Rose · Estados Unidos |

## Resultados

### Eliminatórias
As eliminatórias foram realizadas no dia 28 de julho com início às 10:32.
| Pos. | Bateria | Raia | Nadador                     | CON                     | Tempo   | Notas |
| ---- | ------- | ---- | --------------------------- | ----------------------- | ------- | ----- |
| 1    | 7       | 3    | Matthew Temple              | Austrália               | 50.76   | Q     |
| 2    | 7       | 2    | Nyls Korstanje              | Países Baixos           | 50.78   | Q     |
| 3    | 8       | 4    | Joshua Liendo               | Canadá                  | 50.98   | Q     |
| =4   | 7       | 5    | Noè Ponti                   | Suíça                   | 51.00   | Q     |
| =4   | 7       | 4    | Maxime Grousset             | França                  | 51.00   | Q     |
| 6    | 6       | 4    | Dare Rose                   | Estados Unidos          | 51.17   | Q     |
| 7    | 7       | 7    | Ilya Kharun                 | Canadá                  | 51.33   | Q     |
| =8   | 5       | 5    | Josif Miladinov             | Bulgária                | 51.47   | Q     |
| =8   | 7       | 0    | Kayky Mota                  | Brasil                  | 51.47   | Q     |
| 10   | 6       | 5    | Katsuhiro Matsumoto         | Japão                   | 51.48   | Q     |
| 11   | 8       | 2    | James Guy                   | Reino Unido             | 51.50   | Q     |
| 12   | 8       | 7    | Diogo Ribeiro               | Portugal                | 51.57   | Q     |
| 13   | 8       | 3    | Gal Cohen Groumi            | Israel                  | 51.61   | Q     |
| 14   | 6       | 9    | Adilbek Mussin              | Cazaquistão             | 51.68   | Q     |
| 15   | 8       | 0    | Tomer Frankel               | Israel                  | 51.76   | Q     |
| =16  | 6       | 3    | Jacob Peters                | Reino Unido             | 51.77   | Q     |
| =16  | 7       | 6    | Thomas Heilman              | Estados Unidos          | 51.77   |       |
| 18   | 6       | 2    | Wang Changhao               | China                   | 51.78   |       |
| 19   | 8       | 5    | Naoki Mizunuma              | Japão                   | 51.93   |       |
| 20   | 6       | 7    | Federico Burdisso           | Itália                  | 51.98   |       |
| 21   | 7       | 1    | Piero Codia                 | Itália                  | 52.01   |       |
| 22   | 7       | 9    | Mario Molla Yanes           | Espanha                 | 52.05   |       |
| 23   | 6       | 1    | Adrian Jaskiewicz           | Polónia                 | 52.10   |       |
| 24   | 8       | 1    | Shaun Champion              | Austrália               | 52.15   |       |
| 25   | 6       | 8    | Sun Jiajun                  | China                   | 52.16   |       |
| 26   | 8       | 6    | Simon Bucher                | Áustria                 | 52.27   |       |
| =27  | 8       | 8    | Richárd Márton              | Hungria                 | 52.31   |       |
| =27  | 6       | 0    | Youssef Ramadan             | Egito                   | 52.31   |       |
| 29   | 5       | 0    | Jorge Iga Cesar             | México                  | 52.39   |       |
| 30   | 8       | 9    | Quah Zheng Wen              | Singapura               | 52.53   |       |
| 31   | 5       | 1    | Kim Young-beom              | Coreia do Sul           | 52.80   |       |
| 32   | 4       | 4    | Jarod Hatch                 | Federação suspensa      | 52.87   |       |
| 33   | 5       | 2    | Lewis Clareburt             | Nova Zelândia           | 52.89   |       |
| 34   | 5       | 4    | Daniel Zaitsev              | Estónia                 | 52.92   |       |
| 35   | 4       | 3    | Bryan Leong                 | Malásia                 | 52.96   |       |
| 36   | 7       | 8    | Jan Eric Friese             | Alemanha                | 53.02   |       |
| 37   | 5       | 6    | Daniel Gracik               | Chéquia                 | 53.13   |       |
| 38   | 5       | 8    | Andreas Vazaios             | Grécia                  | 53.38   |       |
| 39   | 5       | 3    | Jorge Otaiza                | Venezuela               | 53.44   |       |
| 40   | 5       | 7    | Max McCusker                | Irlanda                 | 53.46   |       |
| 41   | 4       | 6    | Denys Kesil                 | Ucrânia                 | 53.47   |       |
| 42   | 4       | 8    | Abeku Jackson               | Gana                    | 53.73   |       |
| 43   | 4       | 5    | Navaphat Wongcharoen        | Tailândia               | 53.84   |       |
| 44   | 4       | 1    | Diego Balbi                 | Peru                    | 53.92   |       |
| 45   | 4       | 7    | Oskar Hoff                  | Suécia                  | 53.97   |       |
| 46   | 4       | 9    | Steven Aimable              | Senegal                 | 53.98   |       |
| 47   | 3       | 8    | Tibor Tistan                | Eslováquia              | 54.30   |       |
| 48   | 1       | 5    | Isaiah Aleksenko            | Ilhas Marianas do Norte | 54.46   |       |
| 49   | 4       | 0    | Benjamin Hockin             | Paraguai                | 54.69   |       |
| 50   | 3       | 2    | Esteban Nuñez del Prado     | Bolívia                 | 55.26   |       |
| 51   | 3       | 4    | Salvador Gordo              | Angola                  | 55.44   |       |
| 52   | 3       | 1    | Davante Carey               | Bahamas                 | 55.48   |       |
| 53   | 4       | 2    | Joe Aditya Wijaya Kurniawan | Indonésia               | 55.55   |       |
| 54   | 3       | 5    | Tomas Lomero Arenas         | Andorra                 | 55.60   |       |
| 55   | 3       | 7    | Jeancarlo Calderon Harper   | Panamá                  | 55.63   |       |
| 56   | 2       | 6    | Christian Jerome            | Haiti                   | 55.83   |       |
| 57   | 3       | 3    | Jayhan Odlum-Smith          | Santa Lúcia             | 55.86   |       |
| 58   | 3       | 6    | Yousuf Al-Matrooshi         | Emirados Árabes Unidos  | 56.05   |       |
| 59   | 1       | 6    | Tameea Elhamayda            | Catar                   | 56.11   |       |
| 60   | 3       | 0    | Zackary Gresham             | Granada                 | 56.91   |       |
| 61   | 3       | 9    | Clinton Opute               | Nigéria                 | 57.19   |       |
| 62   | 2       | 9    | James Hendrix               | Guam                    | 57.65   |       |
| 63   | 1       | 2    | Osama Trabulsi              | Síria                   | 58.90   |       |
| 64   | 2       | 4    | Mohamad Masoud              | Atleta refugiado        | 58.91   |       |
| 65   | 2       | 2    | Ali Haidar                  | Kuwait                  | 59.94   |       |
| 66   | 2       | 3    | Abdulhai Ashour             | Líbia                   | 59.98   |       |
| 67   | 2       | 5    | Kokoro Frost                | Samoa                   | 1:00.20 |       |
| 68   | 2       | 1    | Kinley Lhendup              | Butão                   | 1:02.84 |       |
| 69   | 1       | 4    | Abdul Al-Kulaibi            | Omã                     | 1:01.18 |       |
| 70   | 1       | 7    | Nathaniel Noka              | Papua-Nova Guiné        | 1:03.69 |       |
| 71   | 2       | 7    | Simanga Dlamini             | Essuatíni               | 1:04.50 |       |
| 72   | 1       | 3    | Nicky Irakoze               | Burundi                 | 1:05.28 |       |
| 73   | 2       | 8    | Elhadj Diallo               | Guiné                   | 1:05.39 |       |
| 74   | 2       | 0    | Troy Pina                   | Cabo Verde              | 1:05.63 |       |
|      | 5       | 9    | Jaouad Syoud                | Argélia                 | DNS     | DNS   |
|      | 6       | 6    | Hubert Kós                  | Hungria                 | DNS     | DNS   |

#### Swim-off
O swim-off de desempate fora realizado no dia 28 de julho com inicio às 12:55.
| Pos. | Raia | Nadador        | CON            | Tempo | Notas |
| ---- | ---- | -------------- | -------------- | ----- | ----- |
| 1    | 4    | Jacob Peters   | Reino Unido    | 51.39 | Q     |
| 2    | 5    | Thomas Heilman | Estados Unidos | 51.66 |       |

### Semifinais
As semifinais foram realizadas no dia 28 de julho com início às 20:09.
| Pos. | Bateria | Raia | Nadador             | CON            | Tempo | Notas |
| ---- | ------- | ---- | ------------------- | -------------- | ----- | ----- |
| 1    | 1       | 3    | Dare Rose           | Estados Unidos | 50.53 | Q     |
| 2    | 1       | 5    | Maxime Grousset     | França         | 50.62 | Q     |
| 3    | 2       | 5    | Joshua Liendo       | Canadá         | 50.75 | Q     |
| 4    | 2       | 4    | Matthew Temple      | Austrália      | 50.89 | Q     |
| 5    | 1       | 4    | Nyls Korstanje      | Países Baixos  | 50.98 | Q     |
| 5    | 2       | 1    | Gal Cohen Groumi    | Israel         | 50.98 | Q,    |
| 7    | 1       | 2    | Katsuhiro Matsumoto | Japão          | 51.16 | Q     |
| 8    | 2       | 3    | Noè Ponti           | Suíça          | 51.17 | Q     |
| 9    | 2       | 6    | Ilya Kharun         | Canadá         | 51.22 |       |
| 10   | 2       | 2    | Kayky Mota          | Brasil         | 51.43 |       |
| 10   | 2       | 7    | James Guy           | Reino Unido    | 51.43 |       |
| 12   | 1       | 8    | Jacob Peters        | Reino Unido    | 51.51 |       |
| 13   | 1       | 7    | Diogo Ribeiro       | Portugal       | 51.54 |       |
| 14   | 1       | 1    | Adilbek Mussin      | Cazaquistão    | 51.81 |       |
| 14   | 1       | 6    | Josif Miladinov     | Bulgária       | 51.81 |       |
| 16   | 2       | 8    | Tomer Frankel       | Israel         | 52.04 |       |

### Final
A final fora realizada no dia 29 de julho às 20:42.
| Pos.              | Raia | Nadador             | CON            | Tempo | Notas            |
| ----------------- | ---- | ------------------- | -------------- | ----- | ---------------- |
| Medalha de ouro   | 5    | Maxime Grousset     | França         | 50.14 | Recorde nacional |
| Medalha de prata  | 3    | Joshua Liendo       | Canadá         | 50.34 | Recorde nacional |
| Medalha de bronze | 4    | Dare Rose           | Estados Unidos | 50.46 |                  |
| 4                 | 6    | Matthew Temple      | Austrália      | 50.81 |                  |
| 5                 | 2    | Nyls Korstanje      | Países Baixos  | 51.05 |                  |
| 6                 | 1    | Katsuhiro Matsumoto | Japão          | 51.20 |                  |
| 7                 | 8    | Noè Ponti           | Suíça          | 51.23 |                  |
| 8                 | 7    | Gal Cohen Groumi    | Israel         | 51.32 |                  |

Legenda
| Recorde mundial       | Recorde mundial (World record)               |                       | Recorde africano                      | Recorde africano (African) |                                           | Q | Classificado por posição (Qualified) |
| Recorde do campeonato | Recorde do campeonato (Championship record)  | Recorde da América    | Recorde da América (Americas)         | q                          | Classificado por melhor tempo (Qualified) |   |                                      |
| Melhor marca do ano   | Melhor marca do ano (World leading)          | Recorde asiático      | Recorde asiático (Asian)              | DNS                        | Não largou (Did not start)                |   |                                      |
| Recorde nacional      | Recorde nacional (National record)           | Recorde europeu       | Recorde europeu (European)            | DNF                        | Não terminou (Did not finish)             |   |                                      |
| Recorde pessoal       | Recorde pessoal do atleta (Personal best)    | Recorde da Oceania    | Recorde da Oceania (Oceania)          | DSQ / DQ                   | Desclassificado (Disqualified)            |   |                                      |
| Recorde da temporada  | Recorde da temporada do atleta (Season best) | Recorde sul-americano | Recorde sul-americano (South America) | NM                         | Sem marca (No mark)                       |   |                                      |